# Navidad con Waldo de los Ríos
Navidad con Waldo de los Ríos es un álbum de Waldo de los Ríos, publicado en 1973.

## Canciones Incluidas[1]
1. - El niño del tambor
2. - La primera Navidad.
3. - Noche de paz.
4. - Ocurrió en una medianoche clara.
5. - O Tannenbaum.
6. - Adeste fideles.
7. - Pequeño Belén.
8. - Blanca Navidad.
9. - Escuchad, los ángeles cantan.
10. - Jingle bells.